# Atarba (Atarba) capensis
Atarba (Atarba) capensis is een tweevleugelige uit de familie steltmuggen (Limoniidae). De soort komt voor in het Afrotropisch gebied.